# Чо Джи Ин
Чо Джи Ин (Ji-In Cho; род. 30 декабря 1976 года, Леверкузен) - немецкая певица, музыкант и композитор корейского происхождения. Является вокалисткой и фронтвумен немецкой метал-группы Krypteria. Песни исполняет на английском языке.

## Биография
Чо Джи Ин родилась в Леверкузене, Северный Рейн-Вестфалия, 30 декабря 1976 года. В шесть лет начала обучаться игре на фортепиано. Окончила теологический факультет Кёльнского университета, а также музыкальную школу в том же Кёльне.
В 2003 году она приняла участие в конкурсе талантов с песней Аланис Мориссетт "Ирония", с которой она победила, а позже стала участницей группы "Become One".

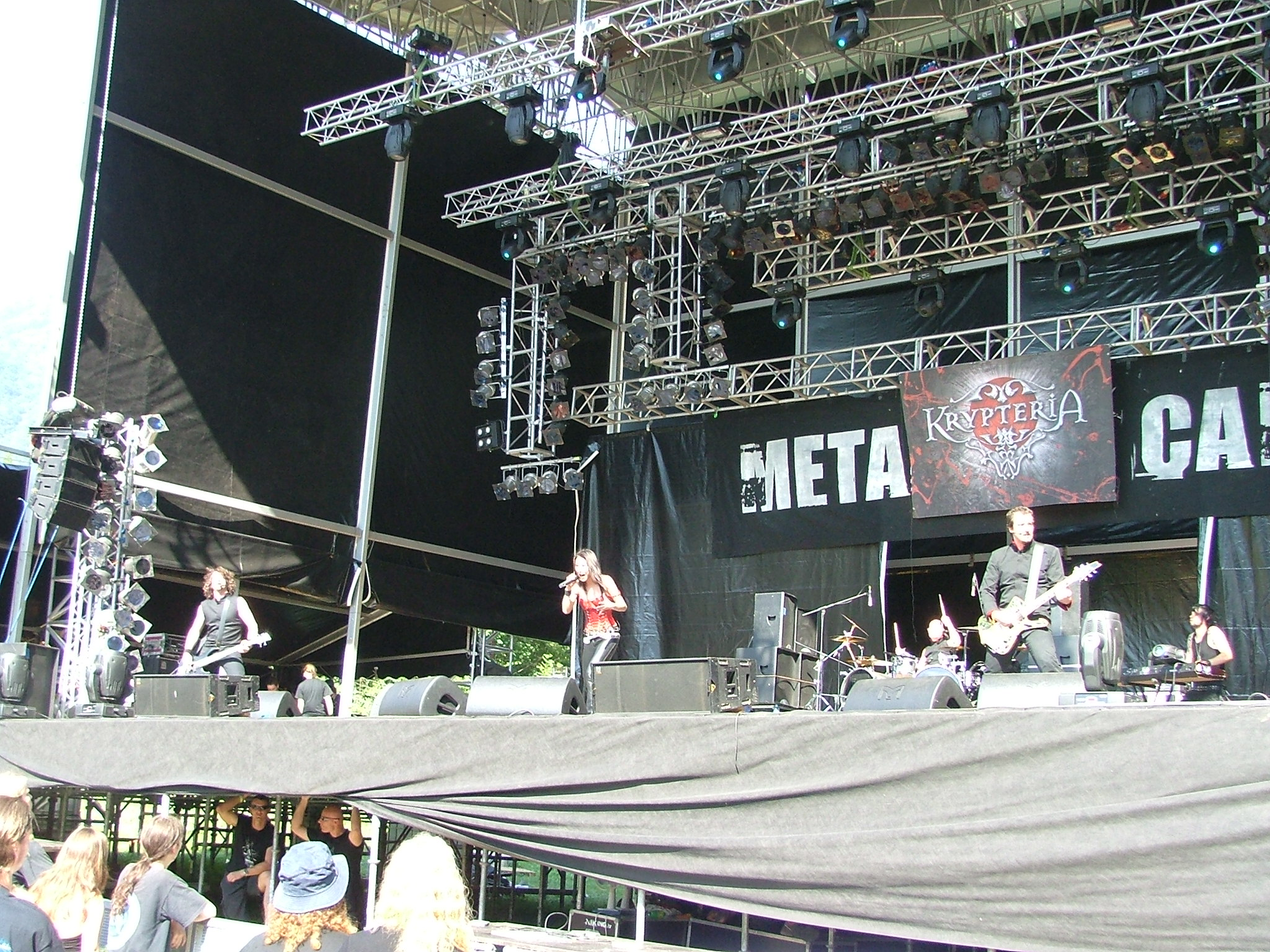
Чо Джи Ин в составе группы Krypteria.

Общие выступления с мировыми звездами, как Фил Коллинз, Ронан Китинг, Гарет Гейтс, Сара Коннор, Тициано Ферро, Рики Мартин, Мел Гейнор, DJ Tomekk и Мартин Мосс способствовали продвижению её карьеры.
С декабря 2004 года Чо Джи Ин является вокалисткой группы Krypteria.
В 2012 году, чтоб отметить день рождения своего первенца, Чо Джи Ин взяла творческий перерыв, и не давала концертов.

## Дискография Чо Джи Ин

### Соло
- "Ирония" (2003 год) — достиг максимума в 31-м немецком чарте.

### В составе группы Becomе One
| Название | Дата выпуска | Тип                   | Позиция в чарте |
| -------- | ------------ | --------------------- | --------------- |
| 1        | 2003         | Полноформатный альбом | 24              |

### В составе Krypteria
Всего дискография группы насчитывает 4 полноформатных альбома и один EP.
| Название            | Дата выпуска    | Лейбл           |
| ------------------- | --------------- | --------------- |
| Liberatio           | 2003            | Sony/BMG        |
| In Medias Res       | 2005            | Synergy Records |
| Evolution Principle | 2006            | Synergy Records |
| Bloodangel's Cry    | 15 января 2007  | Synergy Records |
| My Fatal Kiss       | 28 августа 2009 | Synergy Records |
| All Beauty Must Die | 22 апреля 2011  | Liberatio Music |